# Minuartia oxypetala
Minuartia oxypetala är en nejlikväxtart som först beskrevs av Woloszcz., och fick sitt nu gällande namn av Kulcz. Minuartia oxypetala ingår i släktet nörlar, och familjen nejlikväxter. Inga underarter finns listade i Catalogue of Life.